# Universidade Cristã Internacional
A Universidade Cristã Internacional (国際基督教大学, Kokusai Kirisutokyō Daigaku) é uma universidade privada japonesa, localizada no bairro de Mitaka, em Tóquio. Comumente abreviada como ICU, tanto no Japão como no exterior, a universidade foi fundada no ano de 1949 e segue um currículo de Artes Liberais.